# Giardomyia britannica
Giardomyia britannica är en tvåvingeart som beskrevs av Milne 1960. Giardomyia britannica ingår i släktet Giardomyia och familjen gallmyggor. Inga underarter finns listade i Catalogue of Life.